# Đội tuyển bóng đá quốc gia Việt Nam Dân chủ Cộng hòa
Đội tuyển bóng đá quốc gia Việt Nam Dân chủ Cộng hòa là đội tuyển bóng đá cấp quốc gia của Việt Nam Dân chủ Cộng hòa trong thời gian 1954 đến 1976 được kế tục bởi đội tuyển bóng đá quốc gia Việt Nam hiện tại.
Bóng đá được du nhập vào Việt Nam vào những năm cuối của thế kỷ 19, do những thủy thủ và binh sĩ người châu Âu. Trong Kháng chiến chống Mỹ cứu nước, khi Việt Nam tạm thời chia thành hai vùng tập kết quân sự, với ba chính thể chính trị bao gồm Việt Nam Dân chủ Cộng hòa ở miền Bắc, Cộng hòa miền Nam Việt Nam và Việt Nam Cộng hòa ở miền Nam. Đội tuyển bóng đá quốc gia Việt Nam Dân chủ Cộng hòa là đại diện của nền bóng đá miền Bắc Xã hội Chủ nghĩa.
Đội có chuyến thi đấu quốc tế đầu tiên sang Trung Quốc năm 1956, dưới sự dẫn dắt của huấn luyện viên Trương Tấn Bửu, đội đá theo sơ đồ 3-2-5 (W-M) cổ điển với những gương mặt: thủ môn Đức ba xương; các hậu vệ Te - Nghẽn - Lưu Đình Tòng; các tiền vệ Luyến - Thưởng; đá tiền đạo gồm Trương Tấn Nghĩa - Bảy - Tuất - Tiền - Ba Len.. Trận này đội thua Trung Quốc 5-3.
Đội tuyển Việt Nam Dân chủ Cộng hòa chủ yếu chơi trong các giải của khối Xã hội chủ nghĩa từ 1956 đến 1966. Thập niên 1960, đội tuyển (do cầu thủ của Trường Huấn luyện quốc gia và đội Thể Công) được sự giúp đỡ của các chuyên gia Liên Xô, Trung Quốc, Đông Đức... đã thi đấu ở tại các giải GANEFO (Indonesia, 1963) và GANEFO châu Á (Campuchia, 1966).
Những cầu thủ nổi tiếng giai đoạn này: Lê Thế Thọ, Long, Phàn, Ngọc, Chính, Vinh, Từ Hiển, Hùng xồm, Khánh, Giáp, Thế Anh... Nhiều vận động viên được đôn lên từ đội Thể Công.
Sau GANEFO 1966 ở Campuchia, đội ít ra nước ngoài và từ cuối năm 1970 thì không dự một trận đấu quốc tế nào nữa . Việt Nam Dân chủ Cộng hòa và Cộng hòa miền Nam Việt Nam thống nhất thì đội bóng cũng được tái hợp nhất với đội tuyển bóng đá quốc gia của phía Cộng hòa Miền Nam Việt Nam thành Đội tuyển bóng đá quốc gia Việt Nam.

## Đồng phục thi đấu
Đồng phục thi đấu của Đội tuyển bóng đá quốc gia Việt Nam Dân chủ Cộng hòa khá giống đồng phục của Đội tuyển Liên Xô với áo đỏ, quần trắng, tất trắng-đỏ với hàng chữ VIET NAM DCCH màu trắng trên ngực áo. Trang phục thi đấu sân khách là áo trắng, quần đỏ, tất đỏ-trắng với với hàng chữ VIET NAM DCCH màu đỏ trên ngực áo
Đồng phục thi đấu của thủ môn là áo, quần, tất màu đen với viền cổ áo màu trắng.

## Giải thế giới
- 1930 - 1974 - không tham dự

## Giải châu Á
- 1956 - 1976 - không tham dự

## Giải Đông Nam Á
- không tham dự

## Thi đấu quốc tế
| Đối thủ              | Số trận | Thắng | Hòa | Thua | Bàn thắng | Bàn thua |
| -------------------- | ------- | ----- | --- | ---- | --------- | -------- |
| Algérie              | 1       |       |     | 1    | 0         | 5        |
| CHND Trung Hoa       | 6       |       | 1   | 5    | 9         | 17       |
| Cuba                 | 1       | 1     |     |      | 2         | 1        |
| Ai Cập               | 1       |       |     | 1    | 1         | 4        |
| Khu tự trị Quảng Tây | 1       | 1     |     |      | 3         | 1        |
| Guinea               | 1       | 1     |     |      | 2         | 1        |
| Vương quốc Campuchia | 3       | 1     | 2   |      | 6         | 5        |
| Indonesia            | 2       |       |     | 2    | 2         | 5        |
| Lào                  | 1       | 1     |     |      | 9         | 1        |
| Mông Cổ              | 1       | 1     |     |      | 3         | 1        |
| Bắc Triều Tiên       | 6       |       |     | 6    | 2         | 17       |
| Bắc Yemen            | 1       | 1     |     |      | 9         | 0        |
| Palestine (1966)     | 1       | 1     |     |      | 4         | 0        |

Nguồn:

## Hình ảnh tư liệu

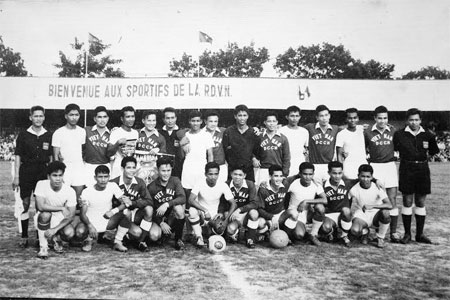
Đội tuyển Việt Nam Dân chủ Cộng hòa tại Cúp GANEFO Châu Á 1966 ở Campuchia
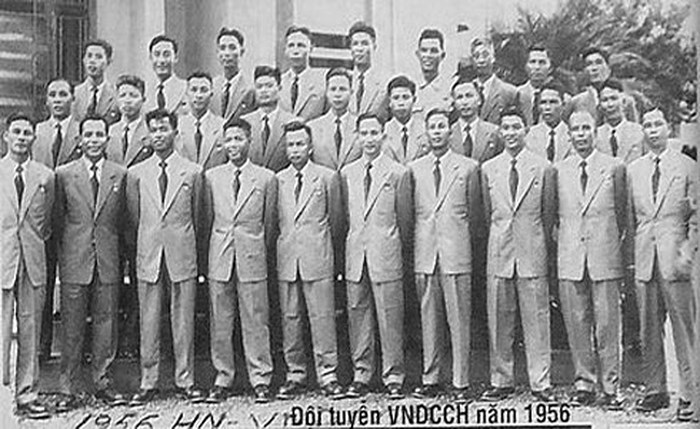
Đội tuyển Việt Nam Dân chủ Cộng hòa năm 1956